# Гімнастика на літніх Олімпійських іграх 2020
До програми змагань з гімнастики на літніх Олімпійських іграх 2020 входять три дисципліни: спортивна гімнастика, художня гімнастика й стрибки на батуті.

## Кваліфікація
Після літніх Олімпійських ігор 2016 року в Ріо система кваліфікації зазнала значного перегляду. Розмір команди в командних змаганнях зі спортивної гімнастики зменшено з п'яти учасників до чотирьох, але від тих самих Національних олімпійських комітетів (НОК), що потрапили в командну першість, може ще кваліфікуватись до двох інших учасників в індивідуальних дисциплінах.
Подальшим кроком, що пов'язує змагання FIG з Олімпійськими іграми, тепер буде можливість потрапити на Олімпійські ігри на основі сукупного балу, досягнутого за підсумками серії Кубка світу та різних континентальних чемпіонатів зі спортивної гімнастики.

## Розклад
| Q | Кваліфікація | Ф | Фінали |

| Дата                                                                       | 24 лип | 25 лип | 26 лип | 27 лип | 28 лип | 29 лип | 30 лип | 31 лип | 1 сер | 2 сер | 3 сер | 4 сер | 5 сер | 6 сер | 7 сер | 8 сер |
| -------------------------------------------------------------------------- | ------ | ------ | ------ | ------ | ------ | ------ | ------ | ------ | ----- | ----- | ----- | ----- | ----- | ----- | ----- | ----- |
| Спортивна гімнастика                                                       |        |        |        |        |        |        |        |        |       |       |       |       |       |       |       |       |
| командна першість (чоловіки)                                               | Q      |        | Ф      |        |        |        |        |        |       |       |       |       |       |       |       |       |
| абсолютна першість (чоловіки)                                              | Q      |        |        |        | Ф      |        |        |        |       |       |       |       |       |       |       |       |
| вільні вправи (чоловіки)                                                   | Q      |        |        |        |        |        |        |        | Ф     |       |       |       |       |       |       |       |
| перекладина (чоловіки)                                                     | Q      |        |        |        |        |        |        |        |       |       | Ф     |       |       |       |       |       |
| паралельні бруси (чоловіки)                                                | Q      |        |        |        |        |        |        |        |       |       | Ф     |       |       |       |       |       |
| кінь (чоловіки)                                                            | Q      |        |        |        |        |        |        |        | Ф     |       |       |       |       |       |       |       |
| Спортивна гімнастика на літніх Олімпійських іграх 2020 — кільця (чоловіки) | Q      |        |        |        |        |        |        |        |       | Ф     |       |       |       |       |       |       |
| опорний стрибок (чоловіки)                                                 | Q      |        |        |        |        |        |        |        |       | Ф     |       |       |       |       |       |       |
| командна першість (жінки)                                                  |        | Q      |        | Ф      |        |        |        |        |       |       |       |       |       |       |       |       |
| абсолютна першість (жінки)                                                 |        | Q      |        |        |        | Ф      |        |        |       |       |       |       |       |       |       |       |
| колода (жінки)                                                             |        | Q      |        |        |        |        |        |        |       |       | Ф     |       |       |       |       |       |
| вільні вправи (жінки)                                                      |        | Q      |        |        |        |        |        |        |       | Ф     |       |       |       |       |       |       |
| різновисокі бруси (жінки)                                                  |        | Q      |        |        |        |        |        |        | Ф     |       |       |       |       |       |       |       |
| опорний стрибок (жінки)                                                    |        | Q      |        |        |        |        |        |        | Ф     |       |       |       |       |       |       |       |
| Художня гімнастика                                                         |        |        |        |        |        |        |        |        |       |       |       |       |       |       |       |       |
| групове багатоборство                                                      |        |        |        |        |        |        |        |        |       |       |       |       |       |       | Q     | Ф     |
| індивідуальне багатоборство                                                |        |        |        |        |        |        |        |        |       |       |       |       |       | Q     | Ф     |       |
| Стрибки на батуті                                                          |        |        |        |        |        |        |        |        |       |       |       |       |       |       |       |       |
| чоловіки                                                                   |        |        |        |        |        |        |        | Ф      |       |       |       |       |       |       |       |       |
| жінки                                                                      |        |        |        |        |        |        | Ф      |        |       |       |       |       |       |       |       |       |

## Учасники

### Країни, що беруть участь
- Албанія  (1)
- Аргентина  (1)
- Вірменія  (1)
- Австралія  (11)
- Австрія  (1)
- Азербайджан  (8)
- Білорусь  (11)
- Бельгія  (4)
- Бразилія  (12)
- Болгарія  (8)
- Канада  (7)
- Кабо-Верде  (1)
- Кайманові Острови  (1)
- Чилі  (2)
- Китай  (21)
- Колумбія  (1)
- Коста-Рика  (1)
- Куба  (1)
- Кіпр  (1)
- Чехія  (1)
- Єгипет  (11)
- Франція  (9)
- Грузія  (1)
- Німеччина  (8)
- Велика Британія  (10)
- Греція  (1)
- Гонконг  (1)
- Угорщина  (2)
- Індія  (1)
- Ірландія  (2)
- Ізраїль  (10)
- Італія  (14)
- Ямайка  (1)
- Японія  (22)  (господарка)
- Казахстан  (2)
- Литва  (1)
- Малайзія  (2)
- Мексика  (4)
- Нідерланди  (6)
- Нова Зеландія  (3)
- Нігерія  (1)
- Норвегія  (2)
- Перу  (1)
- Філіппіни  (1)
- Польща  (1)
- Португалія  (2)
- Румунія  (3)
- Олімпійський комітет Росії  (23)
- Сінгапур  (1)
- Словаччина  (1)
- Словенія  (1)
- ПАР  (2)
- Південна Корея  (7)
- Іспанія  (9)
- Шрі-Ланка  (1)
- Швеція  (2)
- Швейцарія  (5)
- Китайський Тайбей  (5)
- Туреччина  (5)
- Україна  (13)
- США  (20)
- Узбекистан  (8)
- В'єтнам  (2)

## Медальний залік
*   Країна-господарка (Японія)
| Місце                | Країна                     | Золото | Срібло | Бронза | Загалом |
| -------------------- | -------------------------- | ------ | ------ | ------ | ------- |
| 1                    | Китай                      | 4      | 5      | 2      | 11      |
| 2                    | Олімпійський комітет Росії | 2      | 4      | 3      | 9       |
| 3                    | США                        | 2      | 2      | 2      | 6       |
| 4                    | Японія*                    | 2      | 1      | 2      | 5       |
| 5                    | Ізраїль                    | 2      | 0      | 0      | 2       |
| 6                    | Бразилія                   | 1      | 1      | 0      | 2       |
| 7                    | Велика Британія            | 1      | 0      | 2      | 3       |
| 8                    | Білорусь                   | 1      | 0      | 1      | 2       |
| 8                    | Південна Корея             | 1      | 0      | 1      | 2       |
| 10                   | Бельгія                    | 1      | 0      | 0      | 1       |
| 10                   | Болгарія                   | 1      | 0      | 0      | 1       |
| 12                   | Італія                     | 0      | 1      | 1      | 2       |
| 13                   | Іспанія                    | 0      | 1      | 0      | 1       |
| 13                   | Китайський Тайбей          | 0      | 1      | 0      | 1       |
| 13                   | Німеччина                  | 0      | 1      | 0      | 1       |
| 13                   | Хорватія                   | 0      | 1      | 0      | 1       |
| 17                   | Вірменія                   | 0      | 0      | 1      | 1       |
| 17                   | Греція                     | 0      | 0      | 1      | 1       |
| 17                   | Нова Зеландія              | 0      | 0      | 1      | 1       |
| 17                   | Туреччина                  | 0      | 0      | 1      | 1       |
| Загалом (20 збірних) | Загалом (20 збірних)       | 18     | 18     | 18     | 54      |

## Спортивна гімнастика
| Дисципліна         | Золото | Срібло                                                                 | Бронза                                                                              |
| ------------------ | --- | ---------------------------------------------------------------------- | ----------------------------------------------------------------------------------- |
| Чоловіки           | |                                                                        |                                                                                     |
| Командна першість  | Олімпійський комітет Росії (ROC_2020) Денис Аблязін Давид Белявський Артур Далалоян Микита Нагорний            | Японія (JPN) Дайкі Гашимото Казума Кая Такеру Кітазоно Ватару Танігава | Китай (CHN) Лін Чаопан Сун Вей Сяо Жотен Цзоу Цзиньюань                             |
| Абсолютна першість | Дайкі Гашимото (JPN)                                                                                           | Сяо Жотен (CHN)                                                        | Нагорний Микита Володимирович (ROC_2020)                                            |
| Вільні вправи      | Артем Долгопят (ISR)                                                                                           | Райдейлей Сапата (ESP)                                                 | Сяо Жотен (CHN)                                                                     |
| Кінь               | Макс Вітлок (GBR)                                                                                              | Лі Чхіхкай (TPE)                                                       | Казума Кая (JPN)                                                                    |
| Кільця             | Лю Ян (CHN) | Ю Хао (CHN)                                                            | Елефтеріос Петруніас (GRE)                                                          |
| Опорний стрибок    | Сін Че-Хван (KOR)                                                                                              | Аблязін Денис Михайлович (ROC_2020)                                    | Артур Давтян (ARM)                                                                  |
| Паралельні бруса   | Цзоу Цзиньюань (CHN)                                                                                           | Лукас Даузер (GER)                                                     | Ферхат Арікан (TUR)                                                                 |
| Поперечина         | Дайкі Гашимото (JPN)                                                                                           | Тін Србич (CRO)                                                        | Нагорний Микита Володимирович (ROC_2020)                                            |
| Жінки              | |                                                                        |                                                                                     |
| Командна першість  | Олімпійський комітет Росії (ROC_2020) Лілія Ахаїмова Вікторія Лістунова Ангеліна Мельникова Владислава Уразова | США (USA) Сімона Байлс Джордан Чайлз Суніса Лі Грейс Мак-Калум         | Велика Британія (GBR) Дженіфер Гадірова Джесіка Гадірова Еліс Кінселла Емілі Морган |
| Абсолютна першість | Суніса Лі (USA)                                                                                                | Ребека Андраде (BRA)                                                   | Мельникова Ангеліна Романівна (RUS)                                                 |
| Опорний стрибок    | Ребека Андраде · Бразилія                                                                                      | Мікейла Скіннер · США                                                  | Йо Со Чон · Південна Корея                                                          |
| Різновисокі бруси  | Ніна Дервал · Бельгія                                                                                          | Анастасія Ільянкова · Олімпійський комітет Росії                       | Суніса Лі · США                                                                     |
| Колода             | Ґуань Ченьчень (CHN)                                                                                           | Танг Ксіджин (CHN)                                                     | Сімона Байлс (USA)                                                                  |
| Вільні вправи      | Джейд Кері (USA)                                                                                               | Ванесса Феррарі (ITA)                                                  | Мельникова Ангеліна Романівна (ROC_2020) Маї Муракамі (JPN)                         |

## Художня гімнастика
| Дисципліна          | Золото                                                                               | Срібло                                                                                             | Бронза                                                                                      |
| ------------------- | ------------------------------------------------------------------------------------ | -------------------------------------------------------------------------------------------------- | ------------------------------------------------------------------------------------------- |
| Групові детальніше  | Сімона Д'янкова Стефані Кір'якова Мадлен Радуканова Лаура Траєц Еріка Зафірова (BUL) | Анастасія Близнюк Анастасія Максимова Ангеліна Шкатова Анастасія Татарєва Аліса Тіщенко (ROC_2020) | Мартіна Центофанті Агнес Дуранті Алексія Мауреллі Даніела Могуріан Мартіна Сантандреа (ITA) |
| Особисті детальніше | Ліной Ашрам (ISR)                                                                    | Діна Аверіна (ROC_2020)                                                                            | Аліна Гарнасько (BLR)                                                                       |

## Стрибки на батуті
| Змагання            | Золото                     | Срібло          | Бронза                      |
| ------------------- | -------------------------- | --------------- | --------------------------- |
| Чоловіки детальніше | Іван Литвинович · Білорусь | Дон Дон · Китай | Ділан Шмідт · Нова Зеландія |
| Жінки детальніше    | Чжу Сюеїн (CHN)            | Лю Лінлін (CHN) | Бріоні Пейдж (GBR)          |